# Mariage de Madeleine de Suède et de Christopher O'Neill
Le mariage de la princesse Madeleine de Suède et de Christopher O'Neill a eu lieu le 8 juin 2013 à la chapelle du palais royal de Stockholm.

## Contexte
La princesse Madeleine de Suède est la fille cadette du roi de Suède, Charles XVI Gustave. En 2009, elle s'était fiancée avec un avocat suédois, Jonas Bergström, qu'elle avait rencontré en 2002. Sa sœur, princesse héritière, devait en principe se marier avant elle. Lorsque celle-ci finit par se fiancer en 2009, les fiançailles de Madeleine sont annoncées dans la foulée.

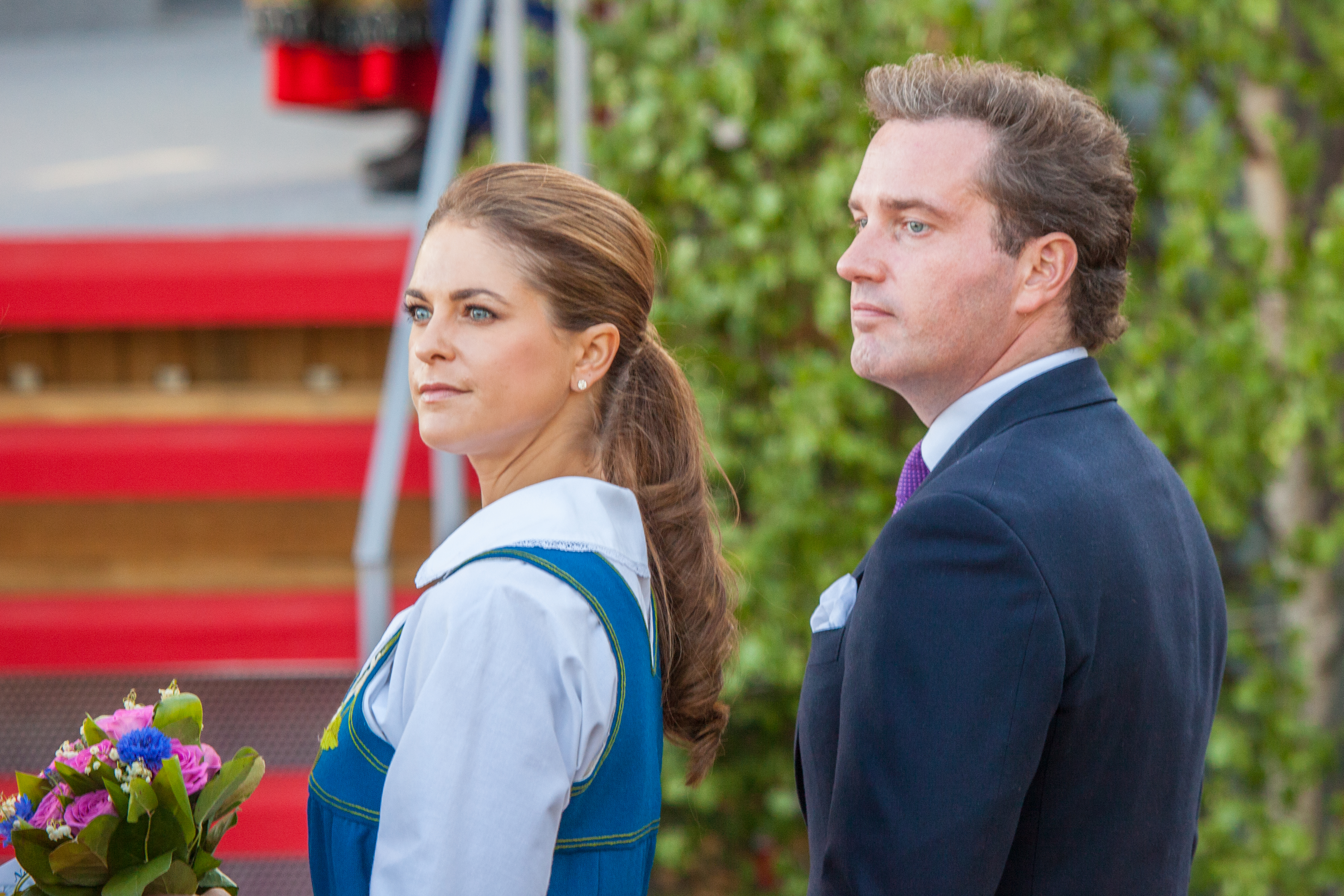
Le couple, deux jours avant son mariage.

Pourtant, la longue attente a mené Jonas Bergström à tromper la princesse Madeleine. Les fiançailles sont rompues le 24 avril 2010. Madeleine de Suède quitte alors la Suède pour New York où elle espère oublier l'échec de ses fiançailles.
C'est là qu'elle va faire la rencontre d'un banquier américano-britannique, Christopher O'Neill. Leur relation, loin de la cour de Suède, est plutôt discrète. Le 25 octobre 2012 leurs fiançailles sont annoncées.
La princesse Madeleine et Chris O'Neill ont émis le souhait de continuer à vivre à New York et Chris O'Neill a refusé le titre de prince, qui l'aurait empêché de poursuivre son activité dans le monde de la finance.
Le mariage est célébré le 8 juin 2013 à 16 heures.